# Micky Lawler
Micky Lawler est une agente et dirigeante sportive américaine née en Hollande, aux Pays-Bas.
Elle préside la Women's Tennis Association (WTA Tour) entre 2015 et 2024, puis devient la première commissaire d’Unrivaled, une nouvelle la ligue américaine de basket-ball à trois.

## Biographie

### Jeunesse et débuts
Micky Lawler naît en Hollande, aux Pays-Bas. Son père est cadre dans une entreprise de matériel électronique. Sa famille déménage en Colombie, Argentine, Bolivie, Kenya, France et Belgique. 
Elle commence sa carrière comme chargée de relations presse au Men's International Professional Tennis Council, organisation qui administre le Grand Prix tennis circuit. 

### Agente sportive
En 1988, Micky Lawler rejoint l'agence sportive internationale Octagon et devient l'une des premières femmes agentes de tennis et la première à accompagner la carrière d’un joueur du top 10, Alberto Mancini. Elle travaille ensuite pour Jimmy Connors et John McEnroe,. 
Au début des années 1990, elle participe à l’introduction du tennis professionnel féminin en Amérique Latine, en organisant une tournée des joueuses Steffi Graf, Anna Kournikova, Conchita Martinez, Jana Novotná et Gabriela Sabatini au Chili, au Brésil et en Argentine. 

### Women's Tennis Association
En 2003, Micky Lawler intègre le conseil d’administration de la Women's Tennis Association (WTA Tour). Fondée en 1973 par Billie Jean King, la WTA Tour est la principale association sportive organisant les compétitions tennistiques professionnelles des femmes à travers le monde. Elle représente plus de 1 600 athlètes dans 85 pays et organise plus de 50 événements annuels dont les quatre tournois du Grand Chelem. 
Micky Lawler devient présidente de la WTA Tour en 2015,. Durant son mandat, la WTA Tour étend ses activités en Chine et plus généralement en Asie. 
Elle quitte son poste en début d’année 2024. 

### Ligue Unrivaled
En juin 2024, elle est nommée commissaire d’Unrivaled, une nouvelle la ligue américaine de basket-ball à trois créée par Breanna Stewart et Napheesa Collier, et présidée par Alex Bazzell. 